# Clocaenog
Clocaenog ist eine Community und Ortschaft in der Principal Area Denbighshire in Nordwales. Auf dem etwas mehr als 24 Quadratkilometer großen Gebiet der Community lebten beim Zensus 2011 lediglich 254 Menschen.

## Geographie

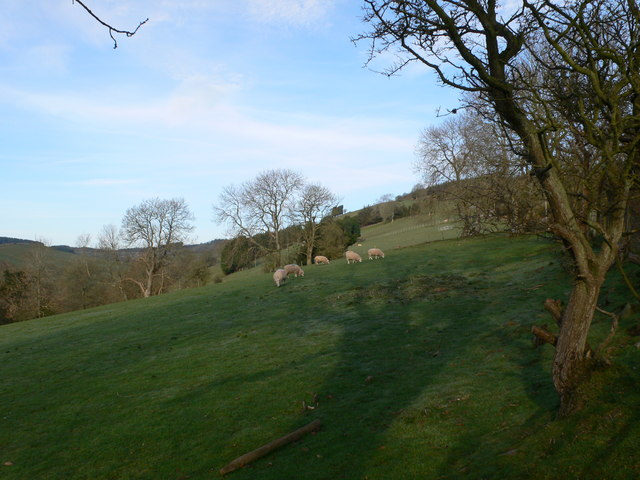
Landschaft nahe Clocaenog

Clocaenog liegt im mittleren Westen der nordwalisischen Principal Area Denbighshire direkt an der Grenze zu Conwy. So grenzt sie im Westen an Llanfihangel Glyn Myfyr in Conwy, alle anderen Grenzen – mit Cyffylliog im Norden, Efenechtyd im Osten und Betws Gwerfil Goch und Derwen im Süden – verlaufen innerhalb von Denbighshire. Wenige Kilometer östlich von Clocaenog liegt Ruthin, während Teile des Westens der Community bereits die Ausläufer des Clocaenog Forest umfassen. Insbesondere der nördliche Teil der Community ist von Bergen geprägt, höchste Erhebung ist mit 498 Metern der Craig Bron-banog im Westen, allerdings ist die gesamte Community primär von Wäldern und Weiden sowie vereinzelten Weilern bedeckt. Der namengebende Hauptort Clocaenog liegt im Osten der Community. Auf dem Gebiet der Community entspringt der River Clwyd sowie der Nant Ddu, der Nant Melin-dwr und der Nant y Cefn. Wahlkreistechnisch liegt Clocaenog sowohl auf britischer als auch auf walisischer Ebene im Wahlkreis Clwyd West.

## Geschichte
Clocaenog ist der Fundort eines Steines mit Inschriften. Das Gebiet selbst gehörte lange Zeit zu Denbighshire, ehe es mit der Verwaltungsreform 1974 Clwyd zugeschlagen wurde. Nach einer neuerlichen Verwaltungsreform wurde es wieder Teil von Denbighshire, das nun als Principal Area existierte. Das Dorf selbst wurde erstmals im Jahr 1254 als Colocaynauc erwähnt, woraus 1266 Clocaynauc und 1349 Clocaenok wurde. Übersetzt bedeutet der Name in etwa „mit Flechten überwachsener Stein/Hügel“. Wann der Ort genau entstanden ist, ist unklar, man vermutet unter Umständen eine Entstehung im Frühmittelalter, allerdings ist nichts über die nachfolgende Entwicklung bekannt. Aus Karten der vergangenen Jahrhunderte weiß man allerdings, dass das Dorf ursprünglich weiter von der Kirche entfernt stand als heute.
Einwohnerzahlen
| Jahr      | 1801 | 1811 | 1821 | 1831 | 1841 | 1851 | 1861 | 1871 | 1881 | 1891 | 1901 | 1911 | 1921 | 1931 | 1941 | 1951 | 1961 | 1971 | 1981 | 1991 | 2001 | 2011 |
| --------- | ---- | ---- | ---- | ---- | ---- | ---- | ---- | ---- | ---- | ---- | ---- | ---- | ---- | ---- | ---- | ---- | ---- | ---- | ---- | ---- | ---- | ---- |
| Einwohner | 437  | 421  | 462  | 461  | 457  | 421  | ?    | ?    | 421  | 356  | 373  | 372  | 360  | 325  | ?    | 274  | 229  | ?    | ?    | ?    | ?    | 254  |

## Verkehr
Die Regionalstraße B5105 road am südlichen Rand ist die einzige größere Straße auf dem Gebiet der Community. Es existiert eine Busverbindung mit zwei Haltestellen in Clocaenog, die von Ruthin nach Derwen führt.

## Bauwerke
Insgesamt gibt es in Clocaenog zwölf Bauwerke, die in die Statutory List of Buildings of Special Architectural or Historic Interest aufgenommen wurden. Einziges Grade II* building ist die St Foddhyd’s Church, alle anderen Bauwerke sind Grade II buildings, darunter vier einzelne Bauwerke des Komplexes Plas Clocaenog westlich des Hauptdorfes. Die St Foddhyd’s Church, die alte anglikanische Pfarrkirche aus Naturstein, steht auf einem Hügel und ist St. Foddhyd gewidmet, sie wurde in der Norwich-Besteuerung von 1254 erstmals erwähnt. Im Jahr 1882 wurde sie renoviert. Zu der Pfarrei von Clocaenog gehören die Townships von Bryngwri, Llanerchgron, Maen-ar-ei-gilydd, Maestyddyn, Clocaenog Ucha und Clocaenog Isa. Zu den besonderen Schätzen der Kirche gehören unter anderem die Kanzel von 1695 und ein aufwändig geschnitzter Holzleuchter mit Tier-Kopfschmuck, datiert auf das Jahr 1538. Das Ostfenster über dem Alter ist mit Fragmenten der ursprünglichen Glasmalereien versehen. Der Innenraum hat aus dem Jahr 1725 datierte geschnitzte Motive. Die drei Glasfenster, die Glasmalereien der Kreuzigung von Jungfrau Maria und Johannes darstellen, wurden um 1865 hinzugefügt.